# Jacky Morael

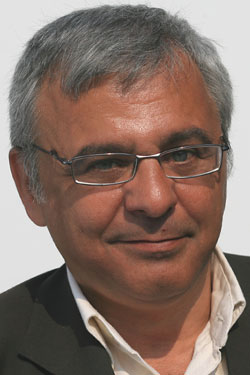
Jacky Morael (2007)

Jacques „Jacky“ Morael (* 26. November 1959 in Herstal, Provinz Lüttich, Belgien; † 6. Dezember 2016 in Lüttich) war ein belgischer Politiker der ökologischen Partei Ecolo.

## Biografie
Nach dem Schulbesuch studierte er Informationswissenschaft an der Universität Lüttich und schloss dieses Studium mit einem Lizenziat ab. Unmittelbar danach begann er seine politische Laufbahn als parlamentarischer Mitarbeiter des Abgeordneten für Ecolo José Daras.
1986 wurde er selbst Bundessekretär von Ecolo und damit der Wortführer der Partei. Dieses Amt bekleidete er bis 1991, als er selbst als Kandidat von Ecolo zum Mitglied der Abgeordnetenkammer gewählt wurde. Nach dem Zusammenschluss von Ecolo und Agalev zu einer gemeinsamen Fraktion wurde er 1993 Fraktionsvorsitzender. 1994 verzichtete er auf sein Abgeordnetenmandat und wurde stattdessen erneut Bundessekretär von Ecolo sowie Mitglied des Gemeinderates von Lüttich.
In seiner Funktion als Bundessekretär war er der maßgebliche Vorbereiter des Wahlkampfprogramms für die Parlamentswahlen 1999. Dabei verzeichnete die Partei große Stimmengewinne und erhielt in Wallonien 18 Prozent der Wählerstimmen. Er selbst wurde als der wesentlichste Politiker seiner Partei für diesen Wahlerfolg angesehen. Nach den Parlamentswahlen trat Ecolo in die Koalitionsregierung von Premierminister Guy Verhofstadt und er selbst sollte Minister in der ersten Regierung Verhofstadts werden. Nach dem Tod seiner Tochter im Teenageralter und einigen parteiinternen Unstimmigkeiten um seine Person wurde stattdessen Isabelle Durant Vizepremierministerin sowie Verkehrsministerin.
Er selbst gab das Amt des Bundessekretärs ab und blieb nur noch zwischen 1999 und 2003 Mitglied des Senats.
Für seine politischen Verdienste wurde er 2002, ein Jahr vor seinem Rückzug aus der Politik, mit dem Ehrentitel eines Staatsministers ausgezeichnet.
Seit einem Unfall im Jahr 2005 leidet er an einer Schädigung seiner Wirbelsäule und ist seitdem auf einen Spazierstock angewiesen. 2007 kehrte Morael jedoch in die Politik zurück und trat während der französischen Präsidentschaftswahl 2007 öffentlich für Ségolène Royal ein.
Bei den belgischen Parlamentswahlen im Juni 2007 stand er auf dem letzten Listenplatz von Ecolo für den Senat. Trotz seines persönlichen Stimmenanteils von fast 50.000 Stimmen gelang ihm jedoch nicht der erneute Einzug in den Senat.
Bei den Senatswahlen am 13. Juni 2010 wurde er mit 60.000 Stimmen vom französischsprachigen Wahlkollegium zum Mitglied des Senats gewählt und vertrat hier in der Wahlperiode bis 2014 die Interessen der Ecolo, bis 2012 neben der auf Platz zwei der Wahlliste stehenden Claudia Niessen aus der Deutschsprachigen Gemeinschaft.